# Helba Huara
Helba Huara (Cusco, 26 de noviembre de 1905 - París 7 de enero de 1986) fue una bailarina peruana. Su apariencia exótica y su estilo de baile único, que incorporó influencias europeas y nativas americanas, crearon sensación a fines de la década de 1920. Al mudarse de Perú a los Estados Unidos, se convirtió en una estrella en Broadway en la producción de 1927 de A Night in Spain. Más tarde se mudó a París y se involucró en la sociedad del café artístico e intelectual. Fue reconocida por su vestuario y estilo de baile originales e innovadores, y también trabajó como modelo para fotógrafo.

## Inicios
Helba Muñoz Huara nació en 1900 en Cuzco, Perú, de un médico español llamado Muñoz. Muñoz viajó desde España y mientras estaba en Brasil conoció a su futura esposa y emigró a Perú. Cuando aún era una niña pequeña, la familia emigró a Buenos Aires, Argentina. La familia era pobre y desde alrededor de los nueve años, Huara bailaba para ganar dinero. Comenzó su carrera con un grupo de danza ruso, rápidamente tomó el nombre artístico de Helba Huara y abandonó el uso de Muñoz. Bailaba con pasión extrema, con un aire trágico y una energía intensa, pronto desarrolló un estilo único. Se casó a los catorce años y tuvo una hija, Elsa Henríquez, quien luego se convertiría en ilustradora. Huara se hizo muy conocida, actuando en Argentina, Bolivia y Perú. Fue fotografiada por los célebres hermanos Vargas, Carlos y Miguel, en 1924. Las imágenes no eran fotografías eróticas, sino que le permitían representar la personalidad que proyectaba. Conoció a Gonzalo More, un periodista peruano que vino a realizar una entrevista para el periódico de su hermano después de verla bailar en Lima. Pronto, ella y su hija huyeron de la infeliz vida familiar que tenían y se fueron con More a La Habana antes de dirigirse a los Estados Unidos.

## Carrera
Al llegar a los EE. UU., fue contratada para el prestigioso Ziegfeld Follies y anunciada como una cautivadora bailarina española o peruana, aunque, según Variety, sus primeras actuaciones fueron bajo otro nombre. También apareció en espectáculos en los teatros Guild y Shubert. En 1927, apareció en Broadway en A Night in Spain y,  aunque anunciada como parte del coro, casi de inmediato fue destacada por sus actuaciones, con su "Dance of Fate" y "Dance of the Snakes". Rápidamente, los carteles del programa fueron revisados para mostrarla como una de las estrellas. Cuando el espectáculo cerró en Broadway, realizó una gira nacional a lo largo de 1928 apareciendo con éxito en lugares como Abilene, Chicago, Detroit, Oakland y San Francisco, entre otros. Biografías salvajemente inventivas de los orígenes de Huara aparecieron en la prensa, lo que aumentó su atractivo.
Las danzas de Huara fueron descritas como una fusión del folclore peruano y las técnicas españolas, utilizando castañuelas y movimientos sinuosos como de serpiente, demostrando una habilidad técnica hipnotizante y hechizante. Interpretada con música moderna compuesta por artistas como Arthur Honegger y Vincent d'Indy, equilibró su salvaje abandono "inca" con la música bohemia y el estilo de la época. Diseñó su propio vestuario e incluso filmó sus movimientos en cámara lenta para poder patentar sus movimientos de baile. En 1930, actuó en el musical Nina Rose, en el Teatro Majestic. Al año siguiente, fue objeto de fotografías presentadas en el Salón Internacional de Fotografía de Rochester por el Dr. Max Thorek. Aquejada de un trastorno nervioso y sordera creciente, Huara y More partieron de los Estados Unidos hacia París.
En 1931, Huara, More y Henríquez llegan a París, donde Huara, se hizo conocida como "la Inca danzante". Actuó en varias de las veladas organizadas por Désirée Lieven, una expatriada de Lituania a la que a menudo se la llamaba princesa y se convirtió en el centro de las actividades de la intelectualidad de izquierda en París. Los elaborados trajes y el estilo de baile de Huara combinaban salvajismo y alma. More actuó como acompañante de Huara y los dos llamaron la atención de Anaïs Nin cuando vio a Huara realizar la "Danza de la mujer sin brazos" a principios de la década de 1930 en el Théâtre de la Gaîeté. En 1933, Huara y More realizaron una gira por Alemania con gran éxito, luego continuaron actuando en París hasta 1935. En 1936, Huara y More asistieron a una fiesta donde conocieron a Nin por primera vez. En ese momento, la sordera y la enfermedad de Huara habían afectado su capacidad para seguir bailando. Ella y More vivían en un pequeño apartamento en el sótano, compartido con otras figuras revolucionarias que se opusieron a los conservadores en la Guerra Civil Española. En sus diarios, Nin escribió que ella era la benefactora de la pareja, aunque en realidad Nin estaba teniendo una aventura con More. Alquiló una casa flotante en el Sena para facilitar su encuentro con More. En sus diarios Nin se refirió a More como "Rango" y a Huara como "Zara" despreciando a Huara como una neurótica, dependiente del cuidado de su esposo. En realidad, More era alcohólico y prefería socializar al trabajo.
En marzo de 1940, Huara y More huyeron de Francia y llegaron a la ciudad de Nueva York. Durante la Segunda Guerra Mundial, Nin estableció a More en una imprenta en los Estados Unidos, pero el negocio fracasó debido a su mala gestión. Huara regentaba un estudio de danza en Nueva York, donde daba clases a estudiantes como la musicóloga Rosa Alarco. Al final de la guerra, la pareja regresó a París, donde Huara siguió siendo un fijo entre los círculos de vanguardia, antes de tener que retirarse de las actividades debido a la enfermedad y la pérdida de la vista.

## Muerte y legado
Murió en París en 1986. Fue el personaje central de una trilogía de novelas de Carlos Calderón Fajardo, La noche humana, que se centra en la comunidad de expatriados peruanos de París que eran políticos de izquierda. En 2017, la Revista Vuelapluma (tomo 10), revista de la Universidad de Ciencias y Humanidades de Los Olivos, publicó una crónica de la vida de Huara del periodista Pablo Paredes.